# Rogasodes masaicus
Rogasodes masaicus är en stekelart som beskrevs av Chen och He 1997. Rogasodes masaicus ingår i släktet Rogasodes och familjen bracksteklar. Inga underarter finns listade i Catalogue of Life.